# Archidiocèse de Bourges
L’archidiocèse de Bourges (en latin : Archidioecesis Bituricensis) est un archidiocèse de l'Église catholique en France.

## Histoire
Il a été érigé dès le IIIe siècle.
Les archevêques de Bourges utilisent, en concurrence avec les sièges d'Auch et de Bordeaux, le titre de primat ou de patriarche d'Aquitaine ou des Aquitaines depuis le VIIe siècle. Depuis le XIXe siècle, le titre utilisé est celui de primat des Aquitaines.
Durant la Révolution, en 1790, le département de l'Indre en fut détaché pour former le diocèse de l'Indre dont le siège était à Châteauroux. Ce diocèse fut supprimé au concordat de 1801 et le département de l'Indre retrouva l'archidiocèse de Bourges.

### Diocèses suffragants médiévaux
L'archevêché de Bourges comptait depuis l'époque de sa création sept diocèses suffragants : Albi, Cahors, Clermont, Limoges, Mende, Le Puy et Rodez.
Le nombre de suffragants de l'archidiocèse de Bourges fut porté à onze en 1317 lors de la création des diocèses de Castres, Saint-Flour, Tulle et Vabres par démembrement d'Albi, Clermont, Limoges et Rodez respectivement.
Par la bulle Triumphans Pastor Æternus du 3 octobre 1678, le pape Innocent XI érigea l'évêché d'Albi en archevêché métropolitain avec pour diocèses suffragants ceux de Cahors, Castres, Mende, Rodez et Vabres. Dès lors, l'archidiocèse de Bourges eut pour seuls diocèses suffragants ceux de Clermont, Limoges, Le Puy, Saint-Flour et Tulle. Ce découpage demeura inchangé jusqu'à la Révolution française.

## Évêques originaires de l’archidiocèse de Bourges
- François Jacolin, évêque de Mende, puis de Luçon
- François Kalist, évêque de Limoges, puis archevêque de Clermont
- Jean-Christophe Lagleize, évêque de Valence puis de Metz